# IC 337
IC 337 ist vermutlich eine Balken-Spiralgalaxie vom Hubble-Typ SBm im Sternbild Eridanus am Südsternhimmel. Sie ist schätzungsweise 136 Millionen Lichtjahre von der Milchstraße entfernt.
Bei der von Lewis Swift angegebene Position (RA 03 37 03.9, Dec-06 43 19) befindet sich jedoch kein Objekt. PGC 13308, eine Galaxie mit geringer Helligkeit, die etwas mehr als eine Minute westlich liegt, scheint ein möglicher Kandidat zu sein, da Swifts Deklinationen genauer waren als seine richtigen Aufstiege. Möglicherweise bezieht sich der Eintrag auf die Galaxie PGC 145722. Jedoch liegen hier auch Unstimmigkeiten bezüglich der Beschreibung vor.
Das Objekt wurde am 25. Dezember 1889 vom US-amerikanischen Astronomen Lewis A. Swift entdeckt.